# Walafrida rigida
Walafrida rigida là một loài thực vật có hoa trong họ Huyền sâm. Loài này được Hutch. miêu tả khoa học đầu tiên.